# Paolo Odogwu

a Compétitions nationales et continentales officielles uniquement.

b Matchs officiels uniquement.
Dernière mise à jour le 2 août 2025.
Paolo Odogwu, né le 18 février 1997 à Coventry (Angleterre), est un joueur international italien d'origine anglaise de rugby à XV, évoluant principalement au poste d'ailier au sein du Benetton Trévise en United Rugby Championship.

## Biographie

### Jeunesse et formation
Paolo Odogwu naît le 18 février 1997 à Coventry en Angleterre, d'un père italo-nigérian et d'une mère nigériane,,. Il grandit ensuite à Birmingham.
Il est scolarisé au sein de la King Edward's School de Birmingham, puis de la Leicester Grammar School (en). Il commence la pratique du rugby à XV au sein de la King Edward's School à l'âge de onze ans et rejoint ensuite le Walsall RFC (en) dans le Staffordshire, le plaçant dans l'aire d'attraction de l'équipe professionnelle des Leicester Tigers. De ce fait, à quatorze ans il rejoint ces derniers ainsi que son Academy (centre de formation),,.
Au début de sa formation rugbystique, il est positionné au poste de pilier, puis il est déplacé au poste de troisième ligne centre. Ensuite, en raison de sa vitesse, ses entraineurs le mettent dans les lignes arrières, au poste de centre et finalement d'ailier, ils alternent entre les deux positions pendant la suite de sa carrière. 
Il est notamment sélectionné avec l'équipe d'Angleterre des moins de 18 ans, dans le cadre du Championnat d'Europe des moins de 18 ans 2015 où il dispute deux rencontres et inscrit deux essais,. 
Début septembre 2015, il dispute un match amical avec Leicester contre l'Argentine où il inscrit un essai. En octobre suivant, il est aligné pour la première fois sur une feuille de match professionnelle avec l'équipe senior des Leicester Tigers dans le cadre de la première journée de Premiership contre les London Irish, cependant il n'entre pas en jeu lors de cette rencontre et ne fait donc pas ses débuts professionnels. En début d'année 2016, il est sélectionné avec l'équipe d'Angleterre des moins de 20 ans pour disputer le Tournoi des Six Nations des moins de 20 ans, il dispute trois matchs en tant que remplaçant lors de la compétition. À la fin de cette saison 2015-2016, il fait son départ de son club formateur en raison d'une concurrence trop importante à son poste,.

### Début de carrière aux Sale Sharks (2016-2019)
Paolo Odogwu rejoint alors les Sale Sharks durant l'été 2016. Il dispute son premier match professionnel et avec sa nouvelle équipe dans le cadre de la cinquième journée de Premiership contre les Harlequins en septembre 2016 en tant que titulaire au poste d'ailier gauche. Le mois suivant, il inscrit son premier essai professionnel contre les Leicester Tigers, puis il fait également ses débuts en Coupe d'Europe contre les Scarlets et inscrit son premier essai dans la compétition lors de la journée suivante contre le RC Toulon,. À la fin de sa première saison professionnelle, il a disputé un total de treize rencontres, douze comme titulaire, et inscrit quatre essais avec son club des Sale Sharks. En parallèle des Sharks, il est également prêté au Sale FC (en) durant la saison, avec qui il dispute six matchs et inscrit cinq essais. En avril 2017, il est de nouveau sélectionné avec les moins de 20 ans pour disputer le Championnat du monde junior. Il dispute une rencontre en tant que titulaire puis deux autres matchs comme remplaçant dans la compétition, dont notamment la finale qu'il perd lourdement avec son équipe sur le score de 64 à 17 en faveur de la Nouvelle-Zélande.
Lors de sa deuxième saison, il dispute seulement cinq rencontres, dont quatre en qualité de titulaire avec les Sale Sharks. Il est notamment prêté en RFU Championship au club des Rotherham Titans en milieu de saison,, il dispute trois rencontres et inscrit un essai avec eux.
La saison suivante, en 2018-2019, il ne s'impose toujours pas comme un titulaire des Wasps à cause de la concurrence de Chris Ashton, Denny Solomona et Marland Yarde notamment,. Il dispute un total de onze rencontres et est titulaire à cinq reprises. En raison de cette concurrence, il est de nouveau prêté au Sale FC pendant cette saison et joue dix-huit rencontres et inscrit dix essais en National League One. À la fin de la saison, son contrat n'est pas prolongé par les Sale Sharks.

### Transfert chez les Wasps et changement de statut (2019-2022)
À partir de la saison 2019-2020, Paolo Odogu rejoint les Wasps basés à Coventry, sa ville natale. En début de saison, il dispute les Premiership Rugby Sevens Series (en) 2019 (en) avec ces derniers, un tournoi de pré-saison de rugby à sept entre les clubs de Premiership, cependant son équipe s'incline en finale contre les Saracens. Il dispute son premier match de rugby à XV avec sa nouvelle équipe fin septembre 2019 en Coupe d'Angleterre contre les Northampton Saints. En novembre suivant, il écope d'un carton rouge lors d'un match de Premiership contre son ancien club des Sale Sharks à la suite d'un contact avec la tête de Rohan Janse van Rensburg, de ce fait il est suspendu pour une durée de six semaines. Durant la saison, il joue seulement huit rencontres, dont sept en tant que titulaire, en raison de sa suspension et de blessures,. Cependant, il ne dispute pas la finale de la Premiership perdue par son club contre les Exeter Chiefs. 
En début de saison 2020-2021, il permet à son équipe d'obtenir un bonus offensif inespéré en inscrivant ses deux premiers essais avec son club, en fin de match, malgré une défaite 40 à 24 contre Gloucester Rugby. Par la suite, il s'impose comme un titulaire avec son équipe aux postes de centre et d'ailier,. En janvier 2021, il est nommé homme du match après un nouveau doublé de sa part durant une victoire 52 à 44 de son équipe sur le terrain de Bath Rugby. De ce fait, il attire l'intérêt du sélectionneur anglais Eddie Jones qui le convoque le même mois pour disputer le Tournoi des Six Nations avec l'équipe d'Angleterre,, cependant il ne dispute aucune rencontre pendant la compétition et ne fait pas son retour avec son club pendant la durée du Tournoi en raison de la pandémie de Covid-19. Durant cette saison avec son club, il dispute quinze rencontres, douze comme titulaire et inscrit neuf essais. En fin de saison, il subit une grave blessure au ligament croisé antérieur, le rendant indisponible pour de longs mois. 
Il fait son retour sur les terrains en milieu de saison 2021-2022, il est maintenu dans sa qualité de titulaire, le plus souvent au poste d'ailier. En février 2022, il inscrit un doublé dont l'essai de la victoire en fin de rencontre, permettant à son équipe de s'imposer 27 à 26 sur la pelouse des Exeter Chiefs. À la fin de la saison il compte un total de dix-sept rencontres, dont treize en tant que titulaire et inscrit six essais.
En début de saison 2022-2023, son club est placé en redressement judiciaire et est ensuite liquidé le 17 octobre 2022, de ce fait Paolo Odogwu et tous les membres des Wasps sont licenciés. 

### Nouveau départ en France, sélection avec l'Italie et transfert au Benetton Trévise (depuis 2022)
Dix jours plus tard, Paolo Odogwu retrouve un club, en France, et signe pour le Stade français Paris. Il dispute son premier match avec sa nouvelle équipe en décembre contre le Benetton Trévise en Challenge Cup. Fin janvier 2023, il subit une blessure et est indisponible pendant deux mois. À la fin de la saison, il a disputé douze rencontres, dont cinq comme titulaire et inscrit un essai. Au mois de mai 2023, il est convoqué pour la première fois avec l'équipe d'Italie, en vertu de ses origines italiennes par l'intermédiaire de son père et n'ayant plus été convoqué par l'Angleterre après le Tournoi des Six Nations 2021,, dans une pré-liste de quarante-six joueurs pour préparer la Coupe du monde 2023,. En juin suivant, il est annoncé qu'il quitte le Stade français et s'engage avec le Benetton Trévise, évoluant en United Rugby Championship, dans le but de s'investir pleinement avec l'équipe d'Italie. 
Le 5 août suivant, il connait sa première cape internationale en étant titularisé contre l'Irlande sur l'aile droite. Deux semaines plus tard, de nouveau titulaire au poste d'ailier, il marque son premier essai international lors de la large victoire 57 à 7 de son équipe contre la Roumanie. Trois jours après cette rencontre, il est sélectionné dans le groupe final pour disputer la compétition planétaire. Durant la compétition, il dispute trois rencontres, toutes comme remplaçant, et inscrit un essai, mais voit son équipe être éliminée dès la phase de poules. 
En novembre suivant, il est aligné pour la première fois avec sa nouvelle équipe du Benetton Trévise en tant que titulaire au poste d'ailier gauche lors de la quatrième journée du United Rugby Championship face aux Stormers. Il participe à la victoire 20 à 17 de son équipe, confirmant leur bon début de saison. Lors du mois de décembre, il inscrit ses deux premiers essais avec le Benetton en Challenge Cup puis en URC, mais il subit également une blessure qui le prive du Tournoi des Six Nations 2024 et du reste de la saison. En janvier, il signe un nouveau contrat avec le Benetton Trévise le liant désormais jusqu'en 2027.
Il fait son retour à la compétition lors de la première journée de l'URC contre les Scarlets. Fin novembre 2024, il subit une blessure au tendon du biceps et est forfait pour une période estimée à quatre ou cinq mois, manquant donc le Tournoi des Six Nations 2025. Finalement, il rejoue vers la fin mars et enchaîne les matchs jusqu'à la fin de saison. Au total, il dispute treize matchs, onze comme titulaire, et marque cinq essais. À l'issue de la saison, il effectue son retour en équipe d'Italie, pour la première fois depuis la Coupe du monde 2023, à l'occasion de la tournée estivale où il est titularisé contre la Namibie. Il manque cependant les autres matchs à cause d'une blessure.

## Statistiques

### En équipe nationale
Au 2 août 2025, Paolo Odogwu compte 7 capes en équipe d'Italie, dont 3 en tant que titulaire, depuis le 5 août 2023 contre l'Irlande. Il inscrit deux essais, dix points.
Il participe à une édition de la Coupe du monde en 2023. Il dispute trois rencontres, toutes comme remplaçant, et inscrit un essai.
| Numéro | Date             | Lieu                                                | Adversaire | Compétition    | Résultat | Score |
| ------ | ---------------- | --------------------------------------------------- | ---------- | -------------- | -------- | ----- |
| 1      | 19 août 2023     | Stade Riviera delle Palme, San Benedetto del Tronto | Roumanie   | Test match     | Victoire | 57-7  |
| 2      | 9 septembre 2023 | Stade Geoffroy-Guichard, Saint-Étienne              | Namibie    | Coupe du monde | Victoire | 52-8  |

## Palmarès

### En club
- Finaliste du Championnat d'Angleterre en 2020 avec les Wasps.

### En sélection nationale
- Finaliste du Championnat du monde junior en 2017 avec l'équipe d'Angleterre des moins de 20 ans.

## Activités extra-sportives
Avec Jacob Umaga, son coéquipier chez les Wasps, ils créent une marque de vêtements nommée « Composure Club »,,.